# Berit Ås
Berit Ås, nata Skarpaas (Fredrikstad, 10 aprile 1928 – Asker, 14 settembre 2024), è stata una politica e psicologa norvegese, primo leader del Partito della Sinistra Socialista (1975-1976), membro del Parlamento norvegese dal 1973 al 1977 e in precedenza dal 1969 al 1973 ma per i Socialisti Democratici, quindi di nuovo deputata dal 1977 al 1981 (per il Partito della Sinistra Socialista). È stata professoressa di psicologia sociale all'Università di Oslo.
Nota per aver contribuito a rendere popolari le tecniche di soppressione originariamente proposte da Ingjald Nissen, i suoi interessi di ricerca includevano anche l'economia femminista e la cultura delle donne. Alcune delle sue iniziative dopo il suo pensionamento furono criticate per aver promosso teorie del complotto.

## Biografia
Nata a Fredrikstad il 10 aprile 1928, Ås era figlia degli insegnanti Knut Knutsen Skarpaas e Ingeborg Stokke, la maggiore di quattro fratelli. Sua madre e sua nonna materna erano entrambe politicamente attive e suo padre era un avido lettore e inventore. Lei completò la sua istruzione secondaria nel 1947, seguito da una laurea in psicologia presso l'Università di Oslo nel 1953. 

### Carriera accademica
Dopo un anno come insegnante di scuola elementare a Eiksmarka, lavorò su questioni relative ai rischi del fumo, diventando infine membro dello Statens tobakksskaderåd dalla sua fondazione nel 1971, alla protezione dei consumatori, alla sicurezza dei bambini e alloggi.  Insegnò e condusse ricerche sulle questioni femminili all'Università di Oslo, dove fu assistente professore di psicologia dal 1969 al 1980, quindi professore associato dal 1980 al 1991 e professore ordinario di psicologia sociale dal 1991 fino al suo pensionamento nel 1994. Nel 1983, lei, Suzanne Stiver Lie e Maj Birgit Rørslett furono incaricate di avviare un progetto sperimentale e fondare la prima università femminile della Norvegia. È stata visiting professor presso l'Università del Missouri (1967-68), la Mount Saint Vincent University (1983), l'Università di Uppsala (1989), la Saint Mary's University (Halifax) (1997) e il St. Scholastica's College (1999).

### Carriera politica
Ås è stata per diversi anni membro del Partito Laburista norvegese. Il suo primo incarico politico fu nel consiglio comunale di Asker nel 1967. Quattro anni dopo, guidò con Karla Skaare, la leader di Asker Husmorlag, quello che in seguito fu conosciuto come il "colpo di stato delle donne" nel 1971, quando le donne ottennero la rappresentanza maggioritaria in tre delle più grandi assemblee municipali della Norvegia. Ad Asker, questa iniziativa venne guidata da Berit Ås, Tove Billington Bye, Marie Borge Refsum e Kari Bjerke Andreassen. È stata deputata del Partito Laburista dal 1969 al 1973.
Fu poi espulsa dal Partito Laburista durante il dibattito sull'UE del 1972. Fu attivamente coinvolta nel Comitato d'Informazione del Movimento Laburista contro l'adesione della Norvegia alla Comunità Europea (AIK), e alla fine fu eletta leader dell'AIK nel 1973. Quando l'AIK si registrò come Socialisti Democratici nel 1973, Ås divenne il primo leader, dal 1973 al 1975. Il partito si unì alla Lega Elettorale Socialista (SV), che si formò nell'aprile 1973. Ås fu eletta membro dello Storting per il periodo dal 1973 al 1977, per la Socialist Electoral League. Quando SV divenne il Partito della Sinistra Socialista nel 1975, Ås fu eletta primo leader del partito, e fu ulteriormente vice leader dal 1976 al 1979.
Ås condusse diverse campagne politiche, tra cui Kvinner for fred, ispirata dallo sciopero delle donne per la pace, il movimento delle donne contro l'adesione all'Unione europea,  e altre. Dette anche un importante contributo alla causa femminista in Norvegia. Guidò gli sforzi per fondare l'Università Femminista in Norvegia negli anni '80 e nel 2011 co-fondò la Nordic Women's University.
Nel 1973 rimase con John Lennon e Yoko Ono nel loro appartamento di Manhattan per una settimana, mentre partecipava alla Conferenza delle donne. Lennon si era interessato all'incontro con Ås dopo aver letto uno dei suoi discorsi; si dice che lei non sapesse chi fosse Lennon.
Contribuì con il pezzo "More power to women!" all'antologia del 1984 Sisterhood Is Global: The International Women's Movement Anthology, a cura di Robin Morgan.

### Teorie del complotto
Nei suoi ultimi anni, diventò nota per la sua promozione di teorie del complotto, comprese le teorie del complotto dell'11 settembre. Partecipando a un forum di discussione nel 2008, all'età di 79 anni, presentò teorie alternative per gli attacchi dell'11 settembre, attirando critiche da parte della stampa e dei politici.

### Morte
Ås morì ad Asker il 14 settembre 2024, all'età di 96 anni.

## Vita privata
Sposò Dagfinn Ås nel 1950, ed ebbero quattro figli. Ås era cognata di Berthold Grünfeld.

## Opere
- Ås, Berit - Kvinner i alle land ... Håndbok i frigjøring (in norvegese). Aschehoug, 1981 ISBN 978-82-03-23666-2.[2][16]

## Onorificenze
- Ha ricevuto dottorati honoris causa presso l'Università di Copenaghen, l'Università di Uppsala,[1] e l'Università di Mount Saint Vincent.[17]
- Nel 1997 ha ricevuto il Premio Rachel Carson,[18] istituito spontaneamente su sua iniziativa nel 1991.[19]
- Nel 1997 è stata anche insignita del titolo di Cavaliere di Prima Classe dell'Ordine di Sant'Olav.[20]